# Bard (Nuovo Messico)
Bard è una comunità non incorporata degli Stati Uniti d'America della contea di Quay nello Stato del Nuovo Messico. Bard si trova all'uscita 361 della I-40, circa 31 miglia (50 km) a est di Tucumcari, il capoluogo della contea di Quay. Dall'8 ottobre 1909 al 23 aprile 1913, la comunità era ufficialmente conosciuta come Bard City. Bard ebbe un ufficio postale dal 30 gennaio 1908 al 26 novembre 1991; ha ancora il proprio ZIP code, 88411.